# José Ignacio Rivero
José Ignacio Rivero (L'Avana, 28 ottobre 1920 – Miami, 3 agosto 2011) è stato un giornalista cubano.
Nipote di Nicolas Rivero, fondatore de El Diario de la Marina, studiò giornalismo alla Marquette University. Nel 1919, successe al padre (deceduto in quell'anno) alla direzione del giornale.
Nel 1960, in seguito alla rivoluzione cubana, venne espropriato del quotidiano e fu costretto all'esilio. Continuò a lavorare in Spagna e poi negli Stati Uniti d'America, dove scrisse per il giornale in lingua spagnola Diario Las Américas fino al giorno della sua morte.

## Libri
- (ES)   Prado y Teniente Rey, Miami, Páginas Cubanas, 1986, ISBN 0-918901-35-9.
- (ES)   Contra Viento y Marea Memorias de un Periodista: Periodismo y Mucho Mas, 1920-2004, Miami, Ediciones Universal, 2004, ISBN 1-59388-028-6.

## Premi
- Premio Maria Moors Cabot: 1941[2]